# چیتگونگ-۴
چیتگونگ-۴ (به لاتین: Chittagong-4) یک منطقهٔ مسکونی در بنگلادش است که در ناحیه چیتاگونگ واقع شده‌است.